# Filippo Fiorelli
Filippo Fiorelli (* 19. November 1994 in Palermo) ist ein italienischer Radrennfahrer.

## Sportlicher Werdegang
Fiorello begann erst 2013 im Alter von 20 Jahren mit dem Radsport. Bis 2019 fuhr er für verschiedene Amateur-Teams vorrangig bei Rennen des nationalen Kalenders in Italien und konnte dort eine Reihe von Erfolgen erzielen. International gewann er 2016 eine Etappe der Bulgarien-Rundfahrt.
In der Saison 2019 gewann Fiorelli eine Etappe sowie die Gesamt- und Punktewertung der Tour of Albania. Daraufhin bekam er die Möglichkeit, als Stagaire für das UCI Continental Team Nippo-Vini Fantini-Faizanè zu fahren. In der Folgesaison wurde er Profi beim UCI ProTeam Bardiani CSF Faizanè. Für das Team nahm er mit dem Giro d’Italia 2020 an seiner ersten Grand Tour teil. Bei seiner zweiten Teilnahme 2021 stand er auf der vierten Etappe als Dritter auf dem Podium. Seinen ersten Sieg als Profi feierte er 2021 bei der Poreč Trophy, ehe er im Jahr darauf eine Etappe der Sibiu Cycling Tour im Massensprint gewann. Beim Giro d’Italia 2023 wurde er auf der letzten Etappe in Rom erneut Dritter in der Tageswertung.
Im Jahr 2025 sicherte er sich die Punktewertung des Giro d’Abruzzo, nachdem er zwei Etappen als Zweiter beendet hatte.

## Erfolge
2016
- eine Etappe Bulgarien-Rundfahrt

2019
- Gesamtwertung, eine Etappe und Punktwertung Tour of Albania

2021
- Poreč Trophy

2022
- eine Etappe Sibiu Cycling Tour

2025
- Punktewertung Giro d’Abruzzo

## Grand-Tour-Platzierungen
| Grand Tour            | 2020 | 2021 | 2022 | 2023 | 2024 |
| --------------------- | ---- | ---- | ---- | ---- | ---- |
| Giro d’ItaliaGiro     | 109  | 108  | DNF  | 114  | 77   |
| Tour de FranceTour    | –    | –    | –    | –    | –    |
| Vuelta a EspañaVuelta | –    | –    | –    | –    | –    |